# ボーグ
ボーグ (Borg) は、『スタートレック』シリーズに登場する、架空の機械生命体の集合体である。

## 概要
スタートレックにおいて桁外れの科学力を持ち「純粋悪に近い存在」として描かれる種族。アメリカのテレビドラマや映画などで敵役として好まれる「ゾンビ」とSFサイバネティクスを掛け合わせたもので、基本的には主人公である連邦宇宙艦艦長の強力な敵対勢力として描かれる。ボーグ船相手に正攻法の戦略はまったく通用せず、主人公が生き残るためにはひねりが利いた戦術を練らねばならない。劇中においてボーグはゾンビ同様に、他の人型知的生命を強制的にボーグ化（同化）させ取り込もうとする恐怖の存在として描かれた。
侵略行為を繰り返す危険な種族ではあるが、侵略の目的は領域拡大や財産ではなく、ボーグが「完璧な存在になるため」の科学技術である。領土や財貨、個人といったものに興味を示さず、特定の種族の持つ文明、文化、人型生命そのものを吸収同化していくという特徴は、ボーグを従来のSF作品に登場する侵略型異星人とは一線を画す特異な存在へと昇華させた。
ただしボーグはワープ発明以前のような科学技術の未熟な文明種族に興味を示さない。また宇宙を飛べはするもののトレイブ人の技術を意味も分からず流用しているだけのケイゾン人に関しても、低レベルで同化する価値無しとして、遭遇しても同化を免れている。

### 登場から滅亡まで
初登場は『新スタートレック』42話『無限の大宇宙』
で、『新スタートレック』後は『スタートレック：ヴォイジャー』や『スタートレック：ピカード』にて描かれた。『新スタートレック』74、75話「浮遊機械都市ボーグ」ではボーグは直接地球侵略を企て、主人公ピカード艦長をボーグの一員に同化し、圧倒的な科学力で惑星連邦を脅かす。このエピソードはスタートレック全シリーズを通して転換点とも言えるものでもあり、『スタートレック：ピカード』シーズン3では、ピカード提督はこの時始まった因縁を35年越しに断ち切ろうとする。
劇場版スタートレック8『ファーストコンタクト』では再度ボーグが地球侵攻を開始。窮地に追い込まれたボーグはクロノトン放出による時空移動により21世紀中ごろの地球に到達、バルカン人とのファーストコンタクトを阻止し地球を滅亡させようとするが、ピカード艦長らは辛くもこれを阻止する。
『スタートレック：ヴォイジャー』において、地球から75000光年彼方のデルタ宇宙域を旅するU.S.S.ヴォイジャーは、ボーグの本拠地ユニマトリックス・ワンに近いことからボーグ集合体とボーグ・クイーンに頻繁に遭遇し、謎に包まれたボーグの生態を徐々に明らかにしていく。最終話にてヴォイジャーはユニマトリックス・ワンと戦略拠点のトランスワープ・ハブを破壊し、ボーグ集合体はほぼ壊滅させられる。
『スタートレック:ピカード』シーズン2において、2401年時点では勢力が縮小し弱体化している(1話"スターゲイザー(The Star Gazer)")との言及がされた。2024年に時間旅行したアグネス・ジェラティが自分の人格を残しながら別次元のボーグ・クイーンに同化されて独特なボーグ・クイーンとなる。強制ではなく協力による同化でボーグ集合体を築き、約400年後の2401年には宇宙艦隊と協力して破滅的な現象を阻止し、惑星連邦の暫定メンバーとなる。
『ピカード』シーズン3では『スタートレック：ヴォイジャー』最終話において壊滅的な打撃を受けた従来のボーグ集合体が残った力を集め、巨大ボーグキューブを木星に潜ませ、ドミニオン戦争で同様に惑星連邦に恨みを抱く可変種とともに惑星連邦に復讐を謀る。最終的に宇宙艦隊は最新鋭の船をすべて乗っ取られ、連邦を地球壊滅の一歩手前まで追い詰める。しかし古い船であるエンタープライズDに乗船したピカード提督らにより再び阻止され、ボーグクイーンとボーグキューブは完全に破壊される。

### 集合意識
ボーグの性質はハチやアリのコロニーに近く、個人の尊重はなく極端な全体利益主義である。これは数千兆規模の全ボーグ・ドローンが意識を常時共有している「集合意識」に由来する。このため一人称は常に「我々」と表現する。「数人のドローン、数隻の船を犠牲にしても全体が守られればよい」という発想からなる「適応シールド」は、主人公らのフェイザー攻撃を２～３回の射撃後に完全に無効化する（この件に関する弱点については下記を参照されたい）。
同化の際に「我々はボーグだ」(We are the Borg)、「お前達を同化する」(You will be assimilated)、「抵抗は無意味だ」(Resistance is futile) という一方的通告をする。

### ボーグ船
ボーグ集合体は一辺数キロメートルにも及ぶ巨大な立方体型の宇宙船に数万ドローンが乗りこみ、宇宙空間内をワープおよびトランスワープを使って高速で移動する。これらボーグ船は立方体型をボーグ・キューブ、球状体型がボーグ・スフィアと呼ばれ、様々な星の知的生命体を同化して、その科学技術を同化吸収し自己進化を推し進めている。
ボーグの科学力は桁外れの水準で、特に先述の適応シールドにより鉄壁の防御力を持つ。船内は極度に均一化されており、通常の宇宙艦に見られるブリッジ、機関室、科学ラボなどといった区分はなく、かなりの規模の全体的な船体損傷を受けない限り正常に稼働し続ける。

## ドローン

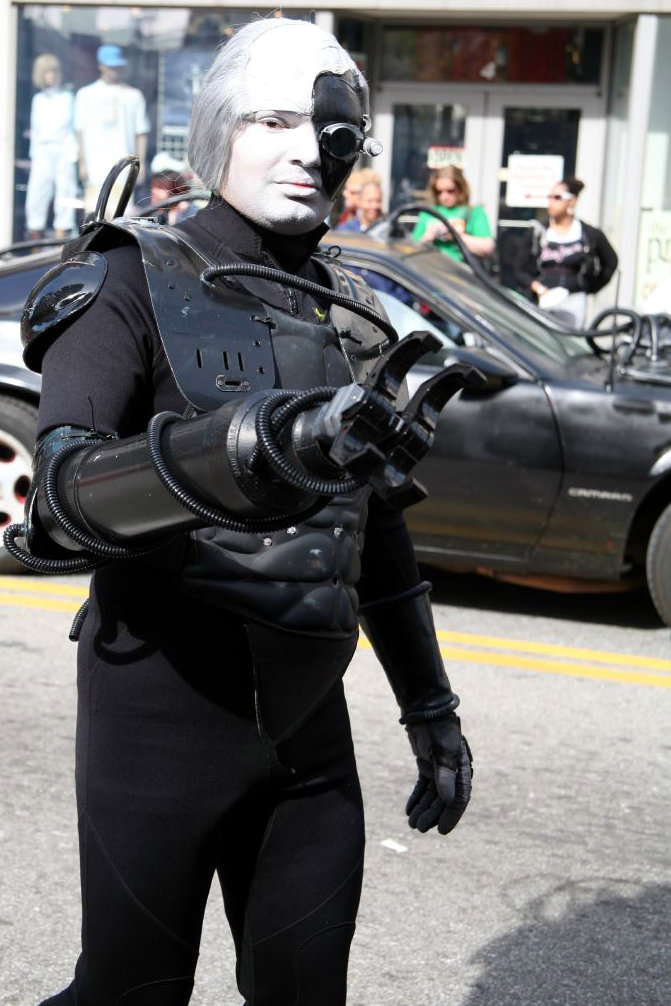
ドローンのコスプレをしたトレッキー

ボーグに所属する生命体のことを「ドローン」と呼ぶ。なおドローン（（英）Drone）は、元々は雄蜂など社会性昆虫における繁殖を担う個体群（→（英）Drone (bee)）のことだが、無人探査機もこう呼び、むしろボーグにおけるドローンは後者の意味合いで、集合体における末端レベルでの調査や各種作業といった活動をするシステム端末のイメージが強い。各々のドローンは生体と機械とが融合しており不可分である（外科的に取り外したり再度取り付けたりは可能である）。また一体のボーグが周囲の生命体を同化する事でも仲間を増やす事が出来る。
ドローンには個人という概念がなく、脳に直結された通信装置で常に情報を共有している。この通信内容は見聞きした感覚的な情報から、考えたり思ったりした事までもを伝え合っている。ボーグには自分という概念が無く、集合体という共有意識をもって活動している。そして各々のドローンは、その組織内の一部品として扱われ、また死んだボーグ・ドローンに蓄積された情報は常にボーグ全体に伝えられているため、ドローン個人の死はボーグ社会（集合体）ではあまり気にされない。ただし『新スタートレック』では、事故によって集合体から断絶してしまったために、集合体から完全に取り残されてしまい、各ドローンが1701-Dのピカード艦長らにより『個人』と言う概念を与えられ、精神的に個人として自立しているという一団も登場する。
ドローンとして生きることは神経に負担がかかるため、神経細胞が急速に劣化する。そこで一定期間活動した後、所定の装置に入って立ったまま休み神経細胞を再生する必要がある。この間、ドローンの意識は無い状態で、またドローン自身のセンサーも休眠状態にあるが、この間も脳内通信機による情報交換は活発に行っていて、再生を終えたドローンはすぐさま所定の仕事を行う事が出来る。
初登場した『新スタートレック』のエピソード「Q-Who?：無限の大宇宙」や、そのほかのエピソードでも見られるように、同化するつもりがなく敵意も無いと判断すれば例えボーグ船や同化した船にヒューマノイドが乗船しても意に介さず、ただ通り過ぎるだけである。

### 同化と繁殖
ボーグは同化という特殊な方法で仲間を増やす事が出来る。同化とはヒューマノイド生命体の体内に、ドローンが「ナノプローブ」という極小機械（ナノマシンの超進化版）を注入する方法である。
同化されたヒューマノイドはすぐに全身にインプラント（埋め込み装置）が出現し、これに伴って脳内の通信機も形成されるため、個人という意識がなくなり、集合体の一部となった後、ボーグキューブ内などで本格的なサイボーグ手術が行われる（ナノプローブにより免疫が制御されるため、手術が容易となっている）。またボーグは同化により繁殖が出来ないときには、人工授精により仲間を増やす事が出来る。通常の生物のようには繁殖せず、恋愛の感情は精神同一集合なので普通の人間の様に抱くことはない。
人工受精の際には胎児の段階でナノプローブを投与されており、人工的な装置の中で育成されるが、自分で動けるような年齢に達するとこの装置から出され、仕事が与えられ、成長と共にパーツを移植されていく。なおドローンは必要な情報はいつでも集合体の記憶装置から与えられるため、義務教育などの一般的な学校制度もない。
ドローン死亡時には解体され、再利用可能なパーツを取り外される。
ヒューマノイド生命体のほかにも、その生命体の宇宙船も船へ侵攻したボーグドローンにより改造され、環境設定もボーグに適した摂氏39.1度、湿度92%、気圧102kpaという高温多湿な環境に設定しなおされることがある。ボーグの設備は自己再生能力があるため、除去にはかなりの手間を要する。
なお「Borg Invasion 4-D」では、地球人の中に稀にボーグの同化プロセスに対して先天的に強い抵抗力を持つ遺伝形質の者が生まれることがある、とされている。

## 集合体の社会
ボーグ集合体には、全体の支配者として女王（ボーグ・クイーン）が存在し、その社会はサムライアリ等の社会性昆虫のそれに酷似しており、日々、他の知的生命体の同化活動に邁進している。
ボーグは同化していない種族を見つけると、その種族の程度を調査し、同化に値する価値があると判断した場合には、すぐに同化する手段に出る。彼らが同化をする理由は、非の打ち所のない完全なる生命体を目指しているからであり、同化により新たなテクノロジーを吸収していく。ただし彼等の興味は、あくまでも対象が持つ科学技術や知識であるため、文明のレベルが低く同化する価値がないとみなされた種族は、その存在が無視されることもある（今日現在の地球にボーグが訪れたとしても無視される可能性は極めて高い）。また個人や個体には興味を示さないため、ボーグキューブに人間が入り込み活動を行っても完全に無視している。ただし、ボーグに対して敵対的な行動をとれば、直ちに排除対象となり苛烈な攻撃にさらされることになる。こうした行動から、ボーグは悪意ある存在と思われがちであるが、彼らからすればあくまでも、「共に究極の生命体を目指そう」という一種の善意ともいえる原理に則った行動をとっているだけである。
ほぼ日常的に他の知的生命社会への襲撃と同化と言う略奪行為によって日々を過ごしており、技術的な開発を除いては、ボーグ自身が文明と呼べるレベルの創造的な活動を行うことはない。いわゆる文化や芸術と呼ばれる、非生産的だが情動に働きかける要素に価値を見出している様子も見られず、このためボーグの生活において個体が精神を楽しませる芸術的な活動をしていたり、ボーグキューブやスフィア内に装飾がなされている様子も見られない。技術面における機能性と効率を最重視した結果、それらのボーグ関連施設の内部は工場や大規模工業施設群に酷似する。

### ユニマトリックス・ゼロ
これまで述べた通り、同化されたヒューマノイドはボーグ社会の歯車と化し「個」を失ってしまう。しかし100万人にひとりの割合で存在する劣性変異体を持つドローンは、再生の眠りに就いている間に限りボーグ集合体とは別の集合意識を形成している。それが『スタートレック:ヴォイジャー』第146話「聖域ユニマトリックス・ゼロ」で描かれたユニマトリックス・ゼロである。その仮想世界では同化前の姿と人格を取り戻して人生を謳歌しているが、再生が終わるとその記憶が失われてしまう。セブン・オブ・ナインも、このユニマトリックス・ゼロに所属している。

## ボーグ・テクノロジー
惑星連邦をはじめとする一般的な種族のテクノロジーは「自分たちの生命と財産を守るため」のものであるが、ボーグのそれは「多少犠牲が出ても結果として全体が守られればよい」という発想によるもので、非常に異質で独特である。
鉄壁の防御力を持つ「適応シールド」は、「特定の周波数の攻撃のみを完全無効化する」もので、数回の攻撃の直撃でドローンや船の犠牲を経た後に、周波数が学習され以後はその攻撃は通じなくなる。『新スタートレック』においてエンタープライズのクルー達は、発射のたびにフェイザー銃の周波数を乱数的に自動で変えることによりボーグの対応を混乱させ、被害を最小限に留めることに成功している。
『スタートレック:ヴォイジャー』では、ナノプローブを拒絶してしまうほどの免疫力を持った種族（生命体8472）が現れ、技術の吸収ができなかったボーグは、一方的に撃退され続ける。また、『スタートレック:エンタープライズ』の時代でナノプローブはオミクロン粒子に弱いことが判明し、実際ナノプローブを注入されたフロックスは、自身の体にこれを照射して完全に除去することに成功しているが、後の時代で通用するかは不明である。
なおボーグのテクノロジーは記憶バンクに蓄えられカタログ化されている様子も見られ、一度受けた現象（攻撃を含む）に対する対応を過去のデータと照合、対応策を導き出す事ができるが、結果として受動的となる。また極めて同質性の高い社会のため、例えば生命体8472による襲撃など、従来のパターンだと対処が行えない敵と遭遇した場合、極めて短期間で大規模な被害を受ける事がある。一定の周期性がある現象への対応なら得意だが、完全に乱数化した現象のように、変化が継続する流動的な事態も不得手である。
また、耐性を作るために最低1回の攻撃を受ける必要があり、ハッキングやコンピューターウイルスのように、1回で集合体の全体に影響が及ぶ攻撃も不得手とする傾向にあり、その一例に『スタートレック・ヴォイジャー』では、未来から来たジェインウェイ提督が、自らに神経溶解ウイルスを注入してから同化したことで、多くのボーグが混乱する。
『スタートレック:ピカード』では、有機テクノロジーによりロキュータス時代のピカードの遺伝子を改変していたことが判明する。その兆候は、ピカードやその息子ジャックにおいてはイルモディック症候群と誤認される。ボーグと組んだ可変種がピカードの遺体からボーグの遺伝子を盗み、密かに艦隊中の転送装置を使って艦隊士官の体内に組み込む。遺伝子の改変部はボーグ・キューブからの指令によって前頭葉の未成熟な若い個体で発現し、新たなボーグとして同化される。

## ボーグの対外的評価など
ボーグに捕まった生命体は、すぐさま同化という処置が施され洗脳される。これは言い換えれば個人の人格を殺す事でもあるため、多くの作中に登場する種族の間では殺人以上に忌み嫌われている。しかしその技術は高く、しばしばボーグテクノロジーは他種族の関心の的となる。
個々のボーグドローンが置かれた環境で性質が変化する場合もあり、この辺りはストーリーのエッセンスとして度々扱われている。
『スタートレック:ピカード』では、ドローンの体内にある部品が尊重され、しばしば摘出されて売買の対象になっている。

## 主なボーグ

### ロキュータス
『新スタートレック』に登場する。
個人という人格を持たないボーグは、地球侵攻にあたり宇宙艦隊に対するスポークスマンを必要としたため、艦長としての知識と経験が豊富なジャン＝リュック・ピカードを拉致。ボーグの代弁者ロキュータス (locutus) へと改造した。
通常はドローンとされた者の人格は破壊されたに等しいため、期間の長短にかかわらず、人間の生理機能に完全に戻すことは非常に困難となるが、ピカードの場合は、艦長としての知識と経験を利用する必要からか、彼の自我を破壊する程の同化は行われなかった模様である。結局エンタープライズDのクルーに奪取され、後の治療でピカードに戻ったが、ロキュータスであった際の状況をピカードは明確に記憶しており、自分が同化されたためにウルフ359の戦いで幾千もの同胞を死に至らしめた事実はピカードに大きなトラウマを残した。
映画『ファーストコンタクト』では、ピカードがボーグクイーンと対等な存在になるチャンスがあったと描かれていた。
『スタートレック:ピカード』では、密かにピカードの遺伝子が改変され、息子ジャックにも伝わっていたことが判明する。ボーグは可変種と組み、改変された遺伝子を転送装置を使うすべての艦隊員に組み込み、フロンティア・デーの式典で全艦船で発現させて若い艦隊員を同化し、ジャック(声を意味するVoxと呼ばれる)を司令塔として反乱を起こさせて全艦隊を同化する。
なお、「ロキュータス」というネーミングは、ラテン語のデポネント動詞 loquor（語る）の過去分詞locutus（ロクートゥス）に由来する。

### ブルー（ヒュー）
『新スタートレック』『スタートレック:ピカード』に登場する。
アーゴリス星団に不時着したボーグ偵察船からU.S.S.エンタープライズDに回収される。
ボーグ集合体から離れクルーと接する事で、自我が確立され、サード・オブ・ファイブ (Third of Five) が正式名称だが、ジョーディ・ラ＝フォージによって「ブルー（原語ではヒュー）」と名付けられた。彼は人間社会の中で温和で思慮深い性格を身に付けた。
エンタープライズのクルーは葛藤はあったものの、最終的には悪意なくブルーを集合体に返すが、ボーグ内では異質の存在であり、周囲の者までもが彼の考えや態度に影響され、自我に目覚めさせられることとなった。集合意識ではない「個」の概念に直面した彼らは自己の存在意義や存在目的を見出せず、混乱はブルーのいるキューブ全体に波及し、バラバラの状態となった。
そこにデータの兄であるローアが現れ、リーダーとなったことでキューブ内の事態は収束する。しかしローアは掌握したボーグたちを使って事件を起こす。
『スタートレック:ピカード』では、ロミュラン人が支配する休眠中のボーグ・キューブ内で集合意識から切り離されたドローンたちの再生プロジェクト指導者となっている。人工生命のソージをかばったために、ロミュラン人の工作員ナリッサに殺される。

### セブン・オブ・ナイン
『スタートレック:ヴォイジャー』『スタートレック:ピカード』に登場する。
『スタートレック:ヴォイジャー』に登場したセブン・オブ・ナインは、幼い頃にボーグに同化され、のちにU.S.S.ヴォイジャーの共同戦線のために連絡役として派遣され、集合体から切り離されてしまったためにヴォイジャーに残ることとなる。
『スタートレック:ピカード』ではジャン＝リュック・ピカード大将に協力して銀河系の危機を救う。その推薦により宇宙艦隊に入ってU.S.S.タイタンの副長かつ中佐となる。ふたたびピカードに協力して惑星連邦の危機を救い、艦長の死亡後は後継となる。

### イチェブ
『スタートレック:ヴォイジャー』『スタートレック:ピカード』に登場する。
技術が進歩するたびにボーグに襲われる農業惑星ブルナリで、両親にボーグドローンを殺すウイルスをDNAに組み込まれて育つ。胎児の頃に意図的にボーグに同化されるよう仕向けられ、ウイルスによりボーグ船上のドローンが全て停止したために、他の4人の年少のドローンたちと小さな集合意識を結成する。ヴォイジャーによって救助され、ボーグの部品を出来るだけ摘出される。その後、いったんは両親のもとに返されるが、再び対ボーグの武器として利用されそうになったためにヴォイジャーに戻される。セブン・オブ・ナインおよびキャスリン・ジェインウェイの指導の下で学習を重ね、アカデミー入学資格を得て、士官候補生となる。『スタートレック:ピカード』では、2386年時点でUSSコールマン勤務の科学士官(大尉)の地位にあったが、拉致され体内の重要なボーグ部品を生きながら摘出され、救助に来たセブン・オブ・ナインに懇願して安楽死させられる。

### アグネス・ジェラティ
『スタートレック:ピカード』に登場する。
25世紀の科学者であったアグネス・ジェラティはQによって改変された歴史を修復するためにピカードや、捕らえられたボーグ・クイーンらとともに21世紀に飛ぶ。そこでボーグ・クイーンに同化されるも、説得して影響を与え、より融和的なボーグの集団を作るために飛び去る。400年後の25世紀、ボーグ・クイーンとしてボーグの一集合体を率い、復元された元の歴史のピカードに再会し、協力して宇宙的な危機的現象を食い止める。自らの集合体を惑星連邦の暫定メンバーとする。

### その他
『スタートレック:ヴォイジャー』で、キャスリン・ジェインウェイ、トゥヴォック、ベラナ・トレスの3人はボーグクィーンの元に潜入するためにボーグに捕われ、故意にドローンに改造されたことがある。その際はあらかじめ自我を保つ処置を行っていたが、トゥヴォックは危うく精神的にも同化されかけていた。その後は3人ともドクターの治療により人間に戻されている。

## 生命体番号
ボーグは他の種族に、「生命体番号」と呼ばれる独自の番号を付け、種族名ではなく、「生命体●●」といった具合に呼称している。生命体番号が付けられるのは遭遇時の瞬間であり、未だ同化が成功していない種族にも番号が付けられる。シリーズ中、判明している生命体番号は、以下の通りである。
- 生命体125 - 種族名不明（ヴォイジャーに登場するボーグ・クイーンの種族）
- 生命体180 - フェレンギ人
- 生命体218 - タラクシア人
- 生命体329 - ケイゾン人
- 生命体3259 - バルカン人
- 生命体5618 - 人類
- 生命体6961 - クタリア人
- 生命体8472 - 種族名不明

正式な種族名が判明していないものを含めると、西暦2376年の時点で、生命体番号は10026まで存在していることが、『スタートレック:ヴォイジャー』において語られている。

## ボーグの天敵
ボーグの技術力は作中に数多登場する異星人の中でもずば抜けて高度なものであり、Qや預言者などすべての物理法則を無視して活動できる高次元生命体を別とすれば、正面決戦でボーグに打ち勝つのは極めて困難である。実際の所、ボーグの侵略は大抵が一方的なもので、抵抗らしい抵抗を為しえた種族は少ない。しかし、ほぼ無敵と見なされているボーグにも、強敵と呼べる種族は存在する。
生命体8472
『スタートレック:ヴォイジャー』に登場。ブラックホールを通じてアクセスできる「流動空間」と呼ばれる異次元に生息する生命体で、高度に発達した肉体とテクノロジーを持つ。彼らの遺伝構造や生理機能は、ボーグの同化機能を寄せ付けない強力な免疫力を備えており、また強力なテクノロジー（主に生体なおかつ兵器関連）は、ボーグがそれまでに収集した知識では対応不可能である。
ファーストコンタクト後に同化を試みるが失敗、執拗に追い詰める生命体8472の反撃の前に一方的な敗退を余儀なくされたボーグは、一時的なものとは言え、宇宙艦隊所属ながらデルタ宇宙域で単独行動中のヴォイジャーと同盟を結ぶと言う、普段の彼らからすれば考えられない行動を取らざるを得ない状況にまで追い込まれた。ボーグと正面から戦い、これを一方的に打ち破ったのは、生命体8472だけである。
惑星連邦
人類(=地球人)を中心とする多種族連合。『新スタートレック』（小説『宇宙大作戦－スタートレック8・ファーストコンタクト』）以降、ボーグはテクノロジーレベルもそこそこ高く生命力にあふれ活動的な地球人の同化を執拗に目論んでいるが、テクノロジーや正面決戦ではボーグの優位は明らかであるにもかかわらず、これまでの所はウルフ359の戦いで艦隊に大打撃を与えたことを除けば、小規模なコロニー単位の制圧以上に大きな成果は得られておらず、逆に新たに伸ばした勢力部分を集中的に攻められて後退を余儀なくされるなど、不本意な一進一退の消耗戦を繰り返される事となっている。
人類とボーグ・ドローンとの接触では、上に述べたブルー（ヒュー）のように逆に影響されてしまったり、もしくはボーグ社会から孤立状態にあるドローン集団への援助を行ったりといった奇妙な相互関係も発生。この辺りが（従来からボーグが概ね遭遇・交戦してきた）「権威主義体制故に末端までトップダウン式に画一的な行動原理を持つ他勢力」に対する対応では処理できない部分となっている様子も見られる。
尚、通常専守防衛の方針や和平を模索する惑星連邦であるが対ボーグに関しては回避が不可能と分かれば積極的に攻撃を行う。特にスタートレック:ヴォイジャーでは物資の強奪を試みたり偶然生まれた新種のボーグを利用して艦の強化を試みたりしている。
さらに言えば、連邦は地球人のみならず150を超える種族が多様な思想・技術・価値観を基にしてアイデアを出しこれをまとめることで連邦のグローバル的意思としており、これがボーグにとっては「行動パターンがある程度一貫しているであろう単一種族勢力」とは明らかに異なる一種の複合ドクトリンを形成し、「何をしてくるのか予測しきれない」というアドバンテージで優位に立っている。
物理的な技術を持ってボーグを撃退したのは、今のところは惑星連邦と生命体8472だけである。特にDS9以降では、ディファイアント級およびソヴェリン級航宙艦やプロメテウス級航宙艦、パルスフェイザー、量子魚雷などの対ボーグ技術が多く登場している。